# Mesoperke
Mesoperke, (nosnoprolaznice, Choanoichthyes; Sarcopterygii, prema grčkom σαρξ, sarx, meso, i pterygion, deminutiv od πτερυξ, pteryx, krilo, peraja) je tradicionalno razred riba iz nadrazreda koštunjača u koji pripadaju resoperke i dvodihalice. Po svojim obilježjima čine prijelazne oblike izeđu prariba i kopnenih četveronožaca. Obilježava ih građa peraja koja se razlikuje od svih ostalih riba. Imaju povećanu osnovu peraje koja sadrži mišiće povezane s unutrašnjim kosturom. Koriste ih za plivanje, ali i "hodanje" po dnu. Kod nekih riba povezanih s precima ove skupine, peraje su se razvile u udove za kretanje po zemlji te su danas živuće mesoperke vjerojatno najbliži srodnici prvih kopnenih kopnenih kralježnjaka (Tetrapoda).
Ovaj razred, za razliku od svih ostalih riba, ima unutrašnje nosne otvore (hoane, lat. choanae) koji spajaju nosne šupljine sa ždrijelom, a time i s plućima koja kod dvodihalica pored škrga funkcioniraju kao organ za disanje. Osim njih, tu osobinu imaju još jedino kopneni kralježnjaci. Otuda se i nazivaju Choanoichthyes ili nosnoprilaznice.
Ako se zanemare kopneni kralježnjaci kao razvojna grana proizašla iz ove skupine, vrijeme mesoperki pripada davnoj prošlosti. Fosilni nalazi Sarcopterygii dokazivi su od gornjeg silura, prije oko 415 milijuna godina. U devonu su prvobitno morske mesoperke bile najšire rasprostranjene, i višekratno, nezavisno jedne od drugih, nastanjivale i slatke vode. Onychodontiformes, Porolepiformes i Elpistostegalia izumiru krajem devona, Rhizodontiformes krajem karbona a Osteolepiformes krajem perma. Danas, ova nekad iznimno uspješna i rasprostranjena skupina ima samo dva podrazreda, i samo nekoliko vrsta.

## Obilježja
Obilježje koje je cijeloj skupini dalo ime je mesnata građa parnih peraja.  Takva peraja pojavljuje se i kod nekih drugih riba, no s potpuno različitom unutrašnjom građom. Zajdeničko obilježje (autapomorfija) cijelog razreda je građa kostura peraja. Sastoji se od jedne jedine, monobazalne koštane osi povezane sa zdjeličnim i ramenim pojasom. Ove kosti odgovaraju ramenoj (humerus) i bedrenoj kosti (femur) kopnenih kralježnjaka, homologne su im. Kod celakanata tako su građene i druga leđna i podrepna peraja.
Iako se mesoperke svrstavaju u koštunjače, kostur mesoperki je dijelom hrskavičast. Fosilne vrste imale su značajno koštunjaviji kostur od današnjih, mnoge su čak imale kralješke. Veći udjel hrskavice u kosturu današnjih vrsta smatra se njihovim sekundarnim obilježjem.
Pored navedenog, mesoperke se od svih drugih riba razlikuju i građom odnosno tipom ljuski To je poseban, kozmoidni oblik ganoidnih ljuski. Ovaj tip ganoidnih ljuski građen je u tri sloja:
- površinski (građen od zubne tvari);
- bazalni (donji, građen od koštane mase) i
- središnjeg, često nazvanog i vaskularni sloj (između prethodna dva, šupljikav, spužvaste građe).

## Sistematizacija
Unutrašnja sistematizacija mesoperki nije nesporna. Genetička istraživanja, kao i postojanje limfnog sustava kod obje takse daju naslutiti, da su dvodihalice bliže kopnenim kralježnjacima nego celakanti. Fosili oblika koji su vodili prema kopnenim kralježnjacima nazivaju se Rhipidistia.
- Razred SARCOPTERYGII
  - Actinistia
    - †Eoactinistia
    - podrazred Coelacanthimorpha
      - red Coelacanthiformes
        - porodica Latimeriidae
          - †Macropoma
          - Latimeria

  - Rhipidistia
    - podrazred Dipnoi
      - red Ceratodontiformes
      - red Lepidosireniformes

    - podrazred Tetrapodomorpha
      - red †Rhizodontida
      - nadred †Osteolepidida
        - porodica †Tristichopteridae
          - †Eusthenopteron
          - †Hyneria

      - red †Osteolepiformes
      - red †Panderichthyida
      - †Tiktaalik
      - Tetrapoda